# Bielice (gmina)
Pour les articles homonymes, voir Bielice.
Bielice est une gmina rurale du powiat de Pyrzyce, Poméranie occidentale, dans le nord-ouest de la Pologne. Son siège est le village de Bielice, qui se situe environ 13 km au nord-ouest de Pyrzyce et 26 km au sud de la capitale régionale Szczecin.
La gmina couvre une superficie de 84,12 km2 pour une population de 3 126 habitants en 2016.

## Géographie
La gmina inclut les villages de Babin, Babinek, Bielice, Chabówko, Chabowo, Linie, Nowe Chrapowo, Nowe Linie, Parsów, Stare Chrapowo et Swochowo.
La gmina borde les gminy de Banie, Gryfino, Kozielice, Pyrzyce et Stare Czarnowo.